# Keratosis pilaris

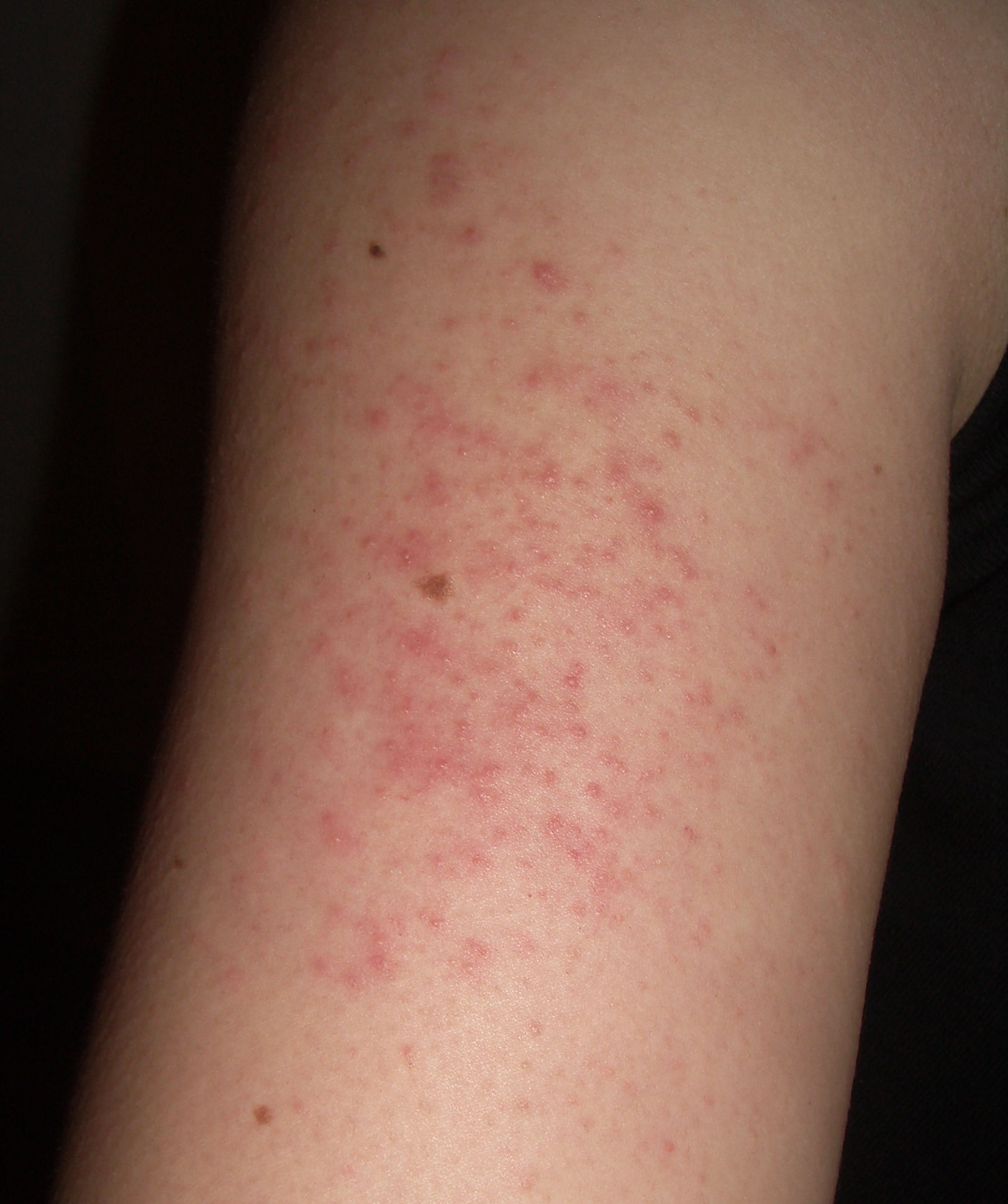
Keratosis pilaris

Keratosis pilaris (keratosis - verhoorning, pilaris - m.b.t. de haren), in de volksmond wel anservel (anser = gans) is een onschuldig cosmetisch verschijnsel waarbij de huid ter plaatse van de haarzakjes iets dikker wordt en soms wat rood zodat zich een zekere ruwheid ontwikkelt die wel iets aan kippenvel doet denken. Een voorkeurslokalisatie is de huid op de achterzijde van de bovenarmen.

## Incidentie
Geschat wordt dat ca. 25% van de Nederlandse bevolking in meer of mindere mate keratosis pilaris heeft. Het komt dus zoveel voor dat men zich kan afvragen of het wel een echte afwijking betreft. Opvallend is wel dat vooral mensen met een atopische constitutie relatief vaak keratosis pilaris hebben. Anservel ontstaat meestal al op de kinderleeftijd en blijft doorgaans stabiel aanwezig. 'Genezing' treedt vrijwel nooit op. Verergering in de loop van de jaren wordt nog weleens waargenomen.

## Oorzaak
De oorzaak is een verstoorde uitrijping van de hoorncellen van de haarzakjes. De achterliggende oorzaak hiervan is onbekend, maar waarschijnlijk genetisch. De ziekte ontstaat meestal op jonge leeftijd en komt bij jongens zowel als meisjes voor. Soms gaat het gepaard met wat jeuk of irritatie. Bij mensen met atopie komt het wat vaker voor. De ziekte is overigens bijzonder frequent: sommigen schatten dat het bij 50% van de bevolking in meer of mindere mate voorkomt.

## Verschijnselen
Keratosis pilaris kenmerkt zich door kleine rode papeltjes (bobbeltjes) die precies bij de haarzakjes liggen. Vaak blijkt het haartje niet goed uit te groeien. De plekken voelen vaak ruw of zelfs rasperig aan. Meestal geeft keratosis pilaris geen klachten, maar soms kunnen bacteriën zich nestelen in de slecht uitgegroeide haarzakjes, waardoor kleine plaatselijke infecties en ontstekingen ontstaan, die resulteren in puistjes.

## Behandeling
Behandeling is voor de gezondheid niet nodig als er geen klachten zijn. Eventueel kan er met een hoornlaagoplossende zalf worden gesmeerd, bijvoorbeeld ureum- of salicylzuurzalf. Het resultaat hiervan is dan een (iets) zachtere huid. Verdwijnen zal de aandoening niet.

## Prognose
De aandoening zal in het algemeen levenslang blijven bestaan.
De aandoening moet niet worden verward met keratosis follicularis.